# Antoni Llauradó Muntanyola
Antoni Llauradó Muntanyola (Solivella, 1889 - Perpinyà, 1957) fou un anarquista idealista català.
Militant convençut per la causa de la llibertat, exercí de professor a diverses escoles, on la seva polèmica actuació com ensenyant el va portar a ser perseguit, entre 1918 i 1923 pel clergat i les autoritats de l'època. Afiliat a la CNT, va ser elegit alcalde de Reus quan les forces antifeixistes del país van pactar la formació d'un govern d'unitat presidit per Josep Tarradellas com a Conseller Primer, i a Reus es va dissoldre el Comitè Antifeixista, el setembre de 1936, a l'inici de la guerra civil espanyola. Llauradó propicià un govern frontpopulista de concentració amb el PSUC, ERC, POUM i Unió de Rabassaires. Després dels fets de maig de 1937 va dimitir d'alcalde i l'alcaldia passà a Ramir Ortega, membre del PSUC, tot i que en el nou ajuntament va seguir de regidor i responsable de Cultura fins al final de la guerra. Acabada la guerra, hagué d'exiliar-se a França. Tot i haver-ho sol·licitat reiteradament la seva família, mai no li van permetre retornar per poder morir en la seva terra i al costat de la seva muller i la seva filla.